# إيغور روتشا
إيغور روتشا (21 سبتمبر 1995 في البرازيل - ) هو لاعب كرة قدم برازيلي في مركز الهجوم.

## وصلات خارجية
- إيغور روتشا على موقع قاعدة بيانات كرة القدم.إي يو (الإنجليزية)
- إيغور روتشا على موقع Soccerway.com (الإنجليزية)